# کشتار آلتون کوپری ۱۹۹۱

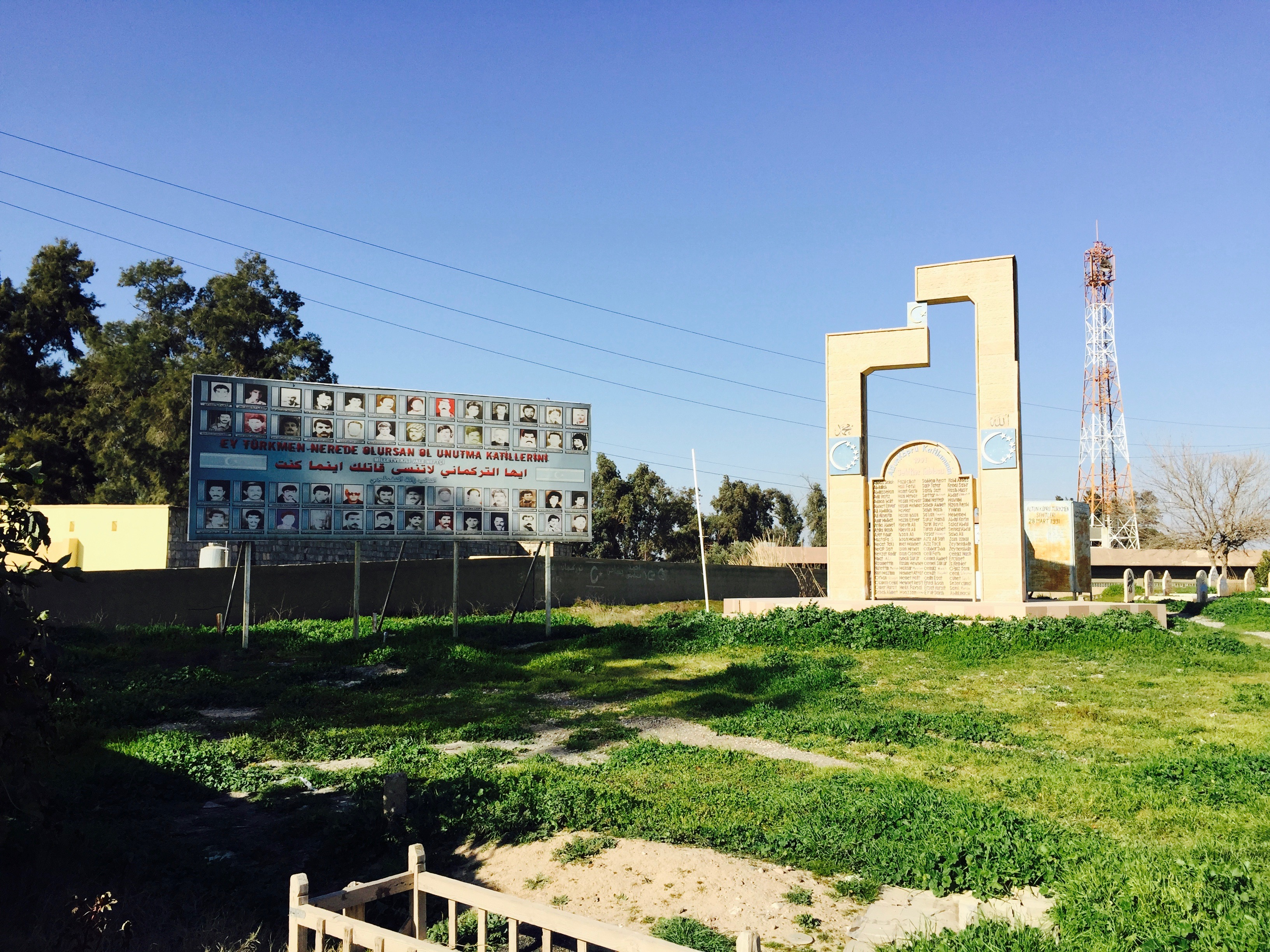
بنای یادبود کشته‌شدگان

کشتار آلتون کوپری ۱۹۹۱ (Altun Köpru massacre) در ۲۸ مارس ۱۹۹۱ در شهر آلتون کوپری، استان کرکوک عراق رخ داد. این قتل عام که مردان، کودکان و بزرگسال ترکمان را هدف قرار داد، توسط نیروهای امنیتی وابسته به ارتش صدام حسین سازماندهی شد. این کشتار برای مهار قیام کردها / ترکمان‌ها و شیعیان در سال ۱۹۹۱ در مناطق مخالف در شمال و جنوب عراق بود.